# Église anglicane catholique du Canada
L'Église catholique anglicane du Canada (Anglican Catholic Church of Canada en anglais - sigle anglais : ACCC) est une Église du mouvement anglican continué fondée en 1977 en se séparant de l'Église anglicane du Canada dans le but d'offrir une alternative plus conservatrice. Elle est l'une des Églises qui tracent ses origines au Congrès de Saint-Louis (en) qui a inauguré l'affirmation de Saint-Louis. De plus, elle est l'une des Églises fondatrices de la Communion anglicane traditionnelle. Elle est la troisième plus grande Église anglicane au Canada après l'Église anglicane du Canada et l'Église anglicane en Amérique du Nord.